# Le Richemond
 (octobre 2011).
Si vous disposez d'ouvrages ou d'articles de référence ou si vous connaissez des sites web de qualité traitant du thème abordé ici, merci de compléter l'article en donnant les références utiles à sa vérifiabilité et en les liant à la section « Notes et références ».
Le Richemond est un hôtel situé à Genève en Suisse.

## Histoire
La « Pension Riche-Mont » est exploitée depuis 1863 dans un bâtiment appartenant au peintre genevois François Diday, au 4 rue Adhémar Fabri dans le quartier des Pâquis. Cette pension qui pouvait recevoir 25 clients est reprise en 1875 par Adolphe-Rodolphe Armleder (1847-1930), fils d’un tonnelier de Rottweil-am-Neckar. 
Dans les années 1890s, l'établissement est renommé « Richemond family hotel », car la clientèle est alors essentiellement anglo-saxonne. Au moment de l’Exposition nationale de 1896 à Genève, des chambres sont louées dans un immeuble voisin, portant la capacité de l’hôtel à 50 lits. La saison touristique durait de juin à septembre, l’établissement restant presque vide le reste du temps. Un client paye sa note avec un tableau, le « Paysage Bernois » de Ferdinand Hodler. En 1906, l’hôtel est transmis par Adolphe-Rodolphe à son fils Victor Armleder.
Après la Seconde Guerre mondiale, d'importantes rénovations sont faites pour le transformer en hôtel de luxe.
Le fils de Victor Armleder, Jean Armleder, achète en 1955 les immeubles aux 6 et 8 de la rue Plantamour. 
En 2004, le groupe Rocco Forte Hotels (en) prend la direction de l'hôtel, qui est fermé pour d'importants travaux de rénovation durant plus de 18 mois. Il ouvre à nouveau en 2007. 
En 2011, l'hôtel est repris par le groupe hôtelier Dorchester Collection. L'hôtel est répertorié comme ayant l'une des dix suites les plus chères du monde, la suite Armleder nommée d'après la famille originale. Il quitte le groupe Dorchester le 1er novembre 2017.
À la suite de la crise économique causée par la pandémie Covid-19, la direction décide de fermer l’hôtel dès fin août 2020.

## Restaurants
- Le Jardin
- Le Bar